# Sina Weibo
Sina Weibo là một trang mạng xã hội dạng tiểu blog của Trung Quốc, cũng tương tự như Twitter hay Facebook. Đây là một trong những trang phổ biến nhất tại Trung Quốc, thu hút trên 30% người dùng mạng, với một mức thâm nhập thị trường cũng giống như những gì Twitter đã tạo dựng ở Mỹ. Nó được tập đoàn SINA ra mắt ngày 14 tháng 8 năm 2009 và có 503 triệu người dùng đăng ký tính đến tháng 12 năm 2012.
Khoảng 100 triệu tin nhắn được gửi lên mỗi ngày trên Sina Weibo.
Tháng 3 năm 2014, Tập đoàn Sina Corporation phát hành cổ phiếu của Weibo và lần đầu đưa lên sàn giao dịch chứng khoán IPO với mã giao dịch là WB. Sina hiện nắm giữ 56.9% cổ phần của Weibo. Công ty bắt đầu niêm yết trên sàn chứng khoán vào ngày 17 tháng 4 năm 2014.